# Сражение при Везеронсе
Сражение при Везеронсе — основной эпизод бургундо-франкской войны 523—524 годов. В состоявшемся 21 июня 524 года неподалёку от современного французского города Везеронс-Кюртен сражении объединённое войско франкских королей — Хлодомира, Хильдеберта I, Теодориха I и Хлотаря I — потерпело сокрушительное поражение от бургундского войска под командованием короля Годомара II. Победу бургундам принесла гибель на поле боя одного из франкских королей.
Поражение при Везеронсе заставило франков покинуть ранее завоёванные бургундские территории. Таким образом, бургунды смогли сохранить независимость своего королевства до 534 года.

## Исторические источники
Основными дошедшими до сегодняшнего времени средневековыми историческими источниками, описывающими сражении при Везеронсе, «История франков» Григория Турского и труд «О царствовании Юстиниана» Агафия Миринейского. Об обстоятельствах бургундо-франкской войны 523—524 годов также упоминается в хронике Мария Аваншского, «Книге истории франков» и в письмах из собрания посланий Магна Аврелия Кассиодора.

## Предыстория
При короле Хлодвиге I между правителями франков и бургундов сохранялись мирные отношения. Союз между двумя королевствами был заключён в начале VI века, вскоре после бургундо-франкского конфликта 500 года. На правах союзников франков бургунды принимали участие в войне против алеманнов в 506 году и в вестгото-франкской войне 507—509 годов. Сохранению союза способствовали также тесные родственные связи правителей франков и бургундов.
После кончины королей Хлодвига I и Гундобада произошло обострение франкско-бургундских отношений. Причиной разрыва союзнических связей было желание правителей Франкского государства расширить свои владения за счёт земель королевства бургундов. Подобными же причинами, в первую очередь, было обусловлено и обострение в то же время бургундо-остготских отношений. В результате в 522 году был создан направленный против бургундского короля Сигизмунда остгото-франкский союз.
По свидетельству Григория Турского, поводом для начала конфликта стало обращение вдовы Хлодвига I, королевы Клотильды Бургундской к остальным своим сыновьям с просьбой отомстить бургундам за смерть своих родителей, убитых по приказу короля бургундов Гундобада: «Да не раскаюсь я в том, что я вас, дорогие мои дети, воспитала с любовью. Разделите со мной мою обиду и постарайтесь умело отомстить за смерть моего отца и моей матери».
В 523 году все франкские правители, кроме Теодориха I, отказавшегося воевать против собственного тестя, собрали войска и вторглись в королевство бургундов. Согласно достигнутому ранее между правителями франков и Теодорихом Великим соглашение, одновременно во владения Сигизмунда должно было вторгнуться и остготское войско. Однако король остготов повелел возглавлявшему поход герцогу Тулуину двигаться в район военных действий как можно медленнее, надеясь, в случае если франки и бургунды вступят друг с другом в битву, сохранить свою армию для участия в разделе земель королевства бургундов.
Несмотря на отсутствие помощи со стороны остготов, короли франков смогли разбить в сражении войска короля Сигизмунда. Правитель бургундов попытался вместе со своей семьёй укрыться в аббатстве Святого Маврикия в Агоне, но был схвачен по приказу Хлодомира и заключён под стражу в Орлеане. В нескольких бургундских городах были размещены франкские гарнизоны, на которые была возложена задача контролировать ситуацию в, как казалось сыновьям Хлодвига I, покорённой стране.
Вскоре после этого в королевство бургундов прибыло и остготское войско. На упрёки франков Тулуин заявил, что в его задержке виноваты трудности, которые претерпело войско остготов при переходе через Альпы. Конфликт между союзниками был улажен после того, как остготы выплатили франкам предусмотренный в таком случае штраф.
Хотя бургунды потерпели в предыдущем году поражение от франков, они не смирились с утратой независимости. В 524 году бургундская знать объединилась вокруг брата пленённого Сигизмунда, Годомара II, который весной был провозглашён королём. Находившиеся во владениях нового правителя бургундов франкские гарнизоны были уничтожены. В ответ по приказу Хлодомира 1 мая Сигизмунд и члены его семьи были казнены. Намереваясь восстановить контроль над завоёванными землями, все франкские короли — Хлодомир, Хильдеберт I, Теодорих I и Хлотарь I — совершили новый совместный поход в Бургундию.

## Сражение
Франкские короли дошли до Изера неподалёку от местечка Везеронс. Здесь 21 июня 524 года произошло кровопролитное сражение между франкскими и бургундскими войсками. Как и в прошлом году, остготы проигнорировали союзные обязательства, хотя их войска всё ещё находилось в землях бургундов.
По свидетельству Григория Турского, франки опрокинули строй бургундских воинов, обратив своих врагов во главе с Годомаром II в бегство. Однако в сражении погиб и король Хлодомир, при преследовании бегущих слишком удалившийся от своих воинов и попавший в засаду. Агафий Миринейский писал, что король франков, узнанный бургундами по своим длинным волосам, был убит ударом копья в грудь. Бургунды «отрубили ему голову, насадили на шест и подняли её вверх».
Средневековые авторы по-разному оценивали итоги сражения при Везеронсе. Франкский историк Григорий Турский писал, что его соотечественники «разбили бургундов и подчинили [их] страну своей власти». Византийский хронист Агафий Миринейский свидетельствовал о победе бургундов, сообщая, что те убийством Хлодомира «внушили [франкам] великое смятение и отчаяние, и дух тех упал от боязни так, что они отказались от продолжения в дальнейшем войны». Бургундец Марий Аваншский, писавший в конце VI века, ограничился только упоминанием о самом факте состоявшегося сражения. Современные историки предполагают, что, скорее всего, справедливо свидетельство Агафия, и следует оценивать итог сражения при Везеронсе как тяжёлое поражение франков.

## Итоги
Понеся значительные потери, франки должны были покинуть территорию королевства бургундов, которое, таким образом, сумело отстоять свою независимость. Покорение франками бургундов было отсрочено на целое десятилетие. Только в ходе войны 532—534 годов франкским королям удалось окончательно разбить Годомара II.
Наиболее значительные выгоды от войны 523—524 годов получили остготы, за время нахождения на территории бургундов сумевшие взять под контроль все земли от Дюранса до Дрома, а, возможно, и до Изера. Они не участвовали в сражении при Везеронсе, однако через некоторое время после битвы Тулуину удалось добиться от Годомара II в качестве платы за уход остготского войска передачи Теодориху Великому власти над пятью городами к югу от реки Дром — Авиньоном, Кавайоном, Карпантрой, Оранжем и Везоном. Благодаря этому приобретению, владения Королевства остготов в Галлии достигли своего наибольшего размера.

## Археологические данные
В 1871 году в торфяном болоте около Сен-Дидье-де-Бизона, к северу от места сражения при Везеронсе, был найден шлем византийского образца из позолоченной меди, железа и кожи. Предполагается, что он мог принадлежать одному из франкских вождей. В настоящее время шлем находится в экспозиции Музея Старой епархии в Гренобле.

## Комментарии
1. ↑  По некоторым данным, сражение состоялось 25 июня 524 года[4][5][6].

### Первичные источники
- Агафий Миринейский. О царствовании Юстиниана / Пер. с лат., ст. и примеч. М. В. Левченко. — М. : Арктос − Вика-пресс, 1996. — 256 с. — (Памятники мировой истории и культуры). — 3000 экз. — ISBN 5-85551-141-3.
- Григорий Турский. История франков / Пер. с лат., примеч. В. Д. Савуковой. Отв. ред. М. Л. Гаспаров. — М. : Наука, 1987. — 464 с. — (Литературные памятники). — 50 000 экз.
- Марий Аваншский. Хроника // Новый Гермес / Пред. пер. с лат. и комм.: В. В. Андерсен. — Новоалексеевка : Негосударственное учреждение культуры «Объединенные музеи Свято-Алексиевской Пустыни», 2010. — № 4. — С. 96—110. — ISSN 2409-1545. Архивировано 22 марта 2017 года.
- Книга истории франков. Восточная литература. — перевод по немецкому изданию 1982 года. Дата обращения: 18 февраля 2011. Архивировано 12 июня 2017 года.
- Тексты Кассиодора в русском переводе. Восточная литература. Дата обращения: 1 августа 2015. Архивировано 4 июля 2017 года.

### Исследования
на английском языке
- Geary P. J. Before France and Germany: The Creation and Transformation of the Merovingian World. — New York : Oxford University Press, 1988. — 259 p. — ISBN 0-19-504458-4.
- Rogers C. J.[англ.]. The Oxford Encyclopedia of Medieval Warfare and Military Technology : Vol. 1. — New York : Oxford University Press, 2010. — 1536 p. — ISBN 978-0-19-533403-6.
- Jaques T. Dictionary of Battles and Sieges: A Guide to 8,500 Battles from Antiquity through the Twenty-first Century. — Westport, Connecticut − London : Greenwood Press, 2007. — P. 1071. — 1354 p. — ISBN 978-0-313-33536-5.
- Martindale J. R. Tuluin // Prosopography of the Later Roman Empire (англ.) / A. M. Jones, J. R. Martindale. —  [2001 reprint]. — Cambridge: Cambridge University Press, 1980. — Vol. II: A.D. 395–527. — P. 1131—1133. — ISBN 0-521-20159-4.

на немецком языке
- Kamp H.[нем.]. Burgund: Geschichte und Kultur. — München: Verlag C.H.Beck, 2007. — 128 p. — (Beck'sche Reihe: Wissen. Band 2414). — ISBN 978-3-4065-3614-4.

на русском языке
- Альфан Л. Варвары. От Великого переселения народов до тюркских завоеваний XI века / Пер. с франц. М. Ю. Некрасова. Пред. А. Ю. Карачинский. — СПб. : Евразия, 2003. — 416 с. — 1500 экз. — ISBN 5-8071-0135-9.
- Вольфрам Х. Готы. От истоков до середины VI века / Пер. с нем. Б. П. Миловидова, М. Ю. Некрасова. Под ред. М. Б. Щукина, Н. А. Бондарко и П. В. Шувалова. — СПб. : Издательский Дом «Ювента», 2003. — 653 с. — (Историческая библиотека). — 2000 экз. — ISBN 5-87399-142-1.
- Лебек С. Происхождение франков. V—IX века / Пер. с фр. В. А. Павлова. — М. : Скарабей, 1993. — Т. 1. — 352 с. — (Новая история средневековой Франции). — 50 000 экз. — ISBN 5-86507-022-3.
- Ле Гофф Ж. Цивилизация средневекового Запада / Пер. с фр. под общ. ред. В. А. Бабинцева. Послесл. А. Я. Гуревича. — Екатеринбург : У-Фактория, 2005. — 560 с. — (Великие цивилизации). — 4000 экз. — ISBN 5-94799-388-0.
- Мюссе Л.[фр.]. Варварские нашествия на Европу: германский натиск / Пер. с фр. А. П. Саниной. Науч. ред. А. Ю. Карачинский. — СПб. : Евразия, 2006. — 399 [17] с. — (Историческая библиотека). — 3000 экз. — ISBN 5-8071-0184-7.

на французском языке
- Lot F. Naissance de la France. — Paris : Librairie Arthème Fayard, 1948. — 864 p. Архивировано 10 марта 2016 года.